# クラウスレイ・グレイシー
クラウスレイ・グレイシー（Crosley Gracie、1979年7月18日 - ）は、ブラジルの男性柔術家、総合格闘家。リオデジャネイロ州出身。クラウスレイ・グレイシー・ブラジリアン柔術主宰。
ブラジリアン柔術創始者カーロス・グレイシーの孫。
いくつもの柔術大会の優勝記録を持ち、グレイシー柔術の他にボクシングやレスリングの経験も持つ。日本ではPRIDE武士道で桜井"マッハ"速人に一本勝ちを収めた。

## 戦績
| 総合格闘技 戦績 | 総合格闘技 戦績 | 総合格闘技 戦績 | 総合格闘技 戦績 | 総合格闘技 戦績 | 総合格闘技 戦績 | 総合格闘技 戦績 |
| --------------- | --------------- | --------------- | --------------- | --------------- | --------------- | --------------- |
| 4 試合          | (T)KO           | 一本            | 判定            | その他          | 引き分け        | 無効試合        |
| 2 勝            | 0               | 1               | 1               | 0               | 0               | 0               |
| 2 敗            | 1               | 0               | 1               | 0               | 0               | 0               |

| 勝敗 | 対戦相手             | 試合結果                   | 大会名 | 開催年月日     |
| ×    | メルヴィン・マヌーフ | 1R 9:12 TKO（パウンド）    | HERO'S 2006 ミドル&ライトヘビー級世界最強王者決定トーナメント準々決勝 【ライトヘビー級トーナメント 準々決勝】 | 2005年8月5日   |
| ×    | 郷野聡寛             | 2R（10分/5分）終了 判定0-3 | PRIDE 武士道 -其の七-                                                                                         | 2005年5月22日  |
| ○    | 桜井"マッハ"速人     | 2R 1:02 腕ひしぎ十字固め   | PRIDE 武士道 -其の伍-                                                                                         | 2004年10月14日 |
| ○    | 國奥麒樹真           | 5分3R終了 判定3-0          | PANCRASE 2003 HYBRID TOUR                                                                                     | 2003年8月31日  |